# Pallavolo ai IV Giochi del Mediterraneo - Torneo maschile
Il torneo maschile di pallavolo ai IV Giochi del Mediterraneo si è svolto nel 1963 a Napoli, in Italia, durante i IV Giochi del Mediterraneo. Al torneo hanno partecipato 3 squadre nazionali di stati che si affacciano sul Mar Mediterraneo e la vittoria finale è andata per la prima volta alla Jugoslavia.

## Classifica finale
| Classifica | Squadre    |
| ---------- | ---------- |
|            | Jugoslavia |
|            | Italia     |
|            | Turchia    |